# دنی گینس
دنی گینس (انگلیسی: Dani Guindos؛ زادهٔ ۱۹ آوریل ۱۹۸۴) بازیکن فوتبال اهل اسپانیا است.